# Qutb ad-Din Mubarak Shah
Qutb ad-Din Mubarak Shah, eller Qutb ad-Din Khaldji, död 1320, var den siste sultanen av Khaldjidynastin i Delhisultanatet mellan 1316 och 1320. 
Han efterträddes som sultan av Delhisultanatet av Nasr ad-Din Khusrau Shah av Tughlaqdynastin. Qutb ad-Din Mubarak Shah var son till Ala-ed-Din Khaldji.